# نوروزآباد (کوزران)
نوروزآباد یک منطقهٔ مسکونی در ایران است که در دهستان سنجابی واقع شده‌است. نوروزآباد ۷۰ نفر جمعیت دارد.